# Browserquest
《BrowserQuest》是由Mozilla公司與法國网页设计工作室Little Workshop合作开发的免费MMORPG，用於展示最新的網路技術。遊戲基于Canvas、HTML5、JavaScript和WebSocket技术打造；而音效则由HTML5的音效标签负责，游戏原始碼發布於GitHub网站。游戏通过HTML5的Canvas元素构建了复古的2D像素化视觉效果，而音效则由HTML5的音频标签负责。而最新标准提供的支持使玩家不需要额外的扩展即可开始游戏，并可以在台式电脑、平板电脑及智能手机等任何支持HTML5的平台运行。游戏通过WebSocket连接服务器，并用本地储存保存玩家的游戏进度，游戏很好的应对了初始负载，在1,900个玩家同时在线时游戏也能正常运行。游戏源代码在GitHub网站上发布。這款遊戲的意義在於，不需要任何外掛程式或安裝即可遊戲，可說是未來網頁遊戲的雛形。

## 操作与设定

在捡到了红褐色的药水后，人物角色变成了火狐装束

游戏的操作方式和萨尔达传说类似，玩家将在游戏中扮演沉默年轻的战士，但和拯救公主的主题不同，玩家将在危险的世界中发掘宝藏、殺怪物、探索洞穴并和非玩家角色对话；但由于游戏没有升级设定，因而玩家需要透過打敗怪物获得装备来提升能力，更好的戰利品只會在更强的怪物身上掉落。当玩家拾取到红褐色的药水后，角色会在15秒内不受伤害，而人物的盔甲这时就会替换为火狐装饰。在游戏中可以见到其他的玩家，并还可以透過对话系统聊天，而屏幕的仪表盘也会显示目前線上玩家数。在游戏中玩家可以帮助他人杀怪物，也可以奪取他人打到的战利品。

### 成就列表
| 成就名稱                   | 成就說明                                                        |
| -------------------------- | --------------------------------------------------------------- |
| A True Warrior 真正的勇士  | Find a new weapon 找到一個新武器                                |
| Into the Wild 荒野生存     | Venture outside the village 到野外冒險                          |
| Angry Rats 憤怒的老鼠      | Kill 10 rats 殺死十隻老鼠                                       |
| Small Talk 談話            | Talk to a non-player character 跟一位NPC角色對話                |
| Fat Loot 好寶物            | Get a new armor set 取得一個新裝備                              |
| Underground 地底           | Explore at least one cave 探索至少一個洞穴                      |
| At World's End 世界的盡頭  | Reach the south shore 到達南岸                                  |
| Coward 懦夫                | Successfully escape an enemy 成功逃脫敵人                       |
| Tomb Raider 古墓奇兵       | Find the graveyard 尋找墓地                                     |
| Skull Collector 骨骼收藏家 | Kill 10 skeletons 殺死十隻骷髏人                                |
| Ninja Loot 忍者戰利品      | Get hold of an item you didn't fight for 不靠自己取得敵人戰利品 |
| No Man's Land 荒原         | Travel through the desert 穿越沙漠                              |
| Hunter 獵人                | Kill 50 enemies 殺死五十個敵人                                  |
| Still Alive 還活著         | Revive your character five times 讓你的人物重生五次             |
| Meatshield 肉盾            | Take 5,000 points of damage 接受5,000點傷害                     |
| Hot Spot 熱點              | Enter the volcanic mountains 到達火山                           |
| Hero 英雄                  | Defeat the Final Boss 打敗最終魔王                              |
| Foxy 狐狸                  | Find the Firefox Costume 找尋火狐服裝                           |
| For Science 科學           | Enter a portal 進入一個傳送門                                   |
| Rickroll'd                 | Take some singing lessons                                       |

## 评价
geek.com的拉塞尔·荷莉评价道，“如果对互联网的像素艺术感兴趣，那么你值得花一小时来体验该游戏”。Escapist Magazine称游戏没有革命性的变化，但用新技术对大众认为的MMORPG做出了新的诠释。PhoneArena认为《Browser Quest》是网页游戏向3D发展过程中迈出的一步。

## 外部連結
- 官方网站（英文）
- BrowserQuest原始碼於GitHub（页面存档备份，存于）